# Autophila ligaminosa
Autophila ligaminosa là một loài bướm đêm trong họ Erebidae.